# Operazione Safraan
L'Operazione Saffraan è stata una serie di raid della South African Defence Force, partiti dalla zona della Striscia di Caprivi, durante la Guerra di Confine Sud Africana. Il 23 agosto 1978, il PLAN e l'esercito zambiano bombardarono la piccola guarnigione sudafricana di Katimo Mulilo nel Caprivi orientale (Namibia). Nel marzo 1979, le forze sudafricane entrarono nella Zambia sudoccidentale attaccando le basi del PLAN come rappresaglia per il bombardamento di Katimo Mulilo. Le basi nei dintorni di Sinjembele e della foresta di Njinje erano state evacuate, e le strutture vennero distrutte per impedire future infiltrazioni dal confine. Il raid nella Zambia portò alla richiesta per lo SWAPO di lasciare il Paese. L'operazione venne condotta il 7 marzo 1979, in concomitanza con l'Operazione Rekstok; seguì all'Operazione Reindeer, precedendo l'Operazione Sceptic.